# Карматреш
Карматреш – първият студиен албум на украинска групата АННА.

## Списък с песните
Цялата музика е написана от АННА.
| 1.    | Куля          | Сергій Нестеренко | 4:03 |
| 2.    | До кісток     | Сергій Нестеренко | 3:17 |
| 3.    | Без име       | Сергій Нестеренко | 4:22 |
| 4.    | Неприкаяний   | Сергій Нестеренко | 4:00 |
| 5.    | Ніж           | Сергій Нестеренко | 4:07 |
| 6.    | Гламур        | Сергій Нестеренко | 4:09 |
| 7.    | Мовчи         | Сергій Нестеренко | 3:39 |
| 8.    | Сни           | Віктор Новосьолов | 3:29 |
| 9.    | Сприймай мене | Віктор Новосьолов | 3:36 |
| 10.   | Чортищо       | Сергій Нестеренко | 3:28 |
| 11.   | Картини       | Віктор Новосьолов | 5:11 |
| 12.   | Зрада         | Юрій Підцерковний | 5:58 |
| 49:26 |               |                   |      |

Karmatresh Tour се проведе от 7 март до май 18, 2008 г. в градовете на Украйна. 9 от 17 концерта бяха проведени с украинска група от ТОЛ. На концерти момчета заснет дебют DVD «KARMA.TRESH.TUR", който беше представен през 2009 г.
През 2008 година заснет видеоклип к песне „Гламур“. Заснети са две версии на клипа.

## Източницы
- Тексти пісень
- Версії відеокліпу „Гламур“ на порталі Youtube